# Qezel Yātāq
Qezel Yātāq (persiska: قزل ياتاق) är en ort i Iran.   Den ligger i provinsen Östazarbaijan, i den nordvästra delen av landet, 400 km nordväst om huvudstaden Teheran. Qezel Yātāq ligger 1 928 meter över havet och antalet invånare är 136.
Terrängen runt Qezel Yātāq är kuperad. Runt Qezel Yātāq är det ganska glesbefolkat, med 38 invånare per kvadratkilometer. Närmaste större samhälle är Ārmūdāq, 10,1 km väster om Qezel Yātāq. Trakten runt Qezel Yātāq består i huvudsak av gräsmarker.